# 尖齒鮭脂鯉
尖齒鮭脂鯉為輻鰭魚綱脂鯉目脂鯉亞目鮭脂鯉科的其中一種，為熱帶淡水魚，分布於非洲西部淡水流域及Mobutu Sese Seko湖、Omo湖、尼羅河等流域，本魚體銀色，背部灰藍色，腹部白色，魚鰭淺灰色，邊緣略帶黃色，尾鰭下半部紅色，臀鰭軟條21-26，體長可達55公分，棲息在底中層水域，生活習性不明，為高經濟價值的食用魚。

## 分類
尖齒鮭脂鯉有二個亞種: 在尼羅河的Alestes dentex dentex與非洲西部的蘇丹流域的Alestes dentex sethente。

## 扩展阅读
維基物種上的相關：尖齒鮭脂鯉